# 하연대
하연대(下輦臺: Hayeondae)는 임금이 성균관 같은 공자를 모신 문묘 등을 방문할 때 타고 온 가마를 내려놓던 곳이다. 비록 임금이라 할지라도 공자와 같은 성현이나 역대 제왕의 묘나 사당을 존준하는 의미에서 가마에서 내려 직접 걸어들어가야 하는 성스러운 곳임을 의미하는 것이다.